# Tom Pollock
Thomas Allen (Tom) Pollock  (Red Deer, 1 augustus 1925 – Red Deer, 17 augustus 1994) was een Canadees ijshockeyer. 
Pollock was met zijn ploeg de Edmonton Mercurys de Canadese vertegenwoordiging tijdens de Olympische Winterspelen 1952 in Oslo, Pollock speelde mee in alle acht de wedstrijden en maakte twee doelpunten. Pollock won met de Canadese ploeg de gouden medaille.